# Врачебный участок
Врачебный участок — поликлиническая служба, для оказания внебольничной медицинской помощи.

## Применение
Во времена бывшего СССР данный метод обслуживания позволял выделить для оказания медицинской помощи населению постоянных врачей с целью изучения распорядка дня больных. Врачебные участки делились на: городские, сельские и цеховые. Городской врачебный участок включал от несколько тысяч жителей до десятка тысяч жителей того или иного района города, где работали врачи терапевты, педиатры, психиатры, акушеры-гинекологи и фтизиатры. Сельский врачебный участок включал несколько тысяч жителей, где имелась участковая больница с амбулаторным отделением, фельдшерско-акушерские пункты, колхозные родильные дома, детские сады и ясли-сады. Цеховой врачебный участок охватывал несколько тысяч рабочих и их обслуживал цеховой врач-терапевт. Как во времена бывшего СССР, так и в наши дни участковый терапевт оказывает медицинскую помощь на дому или в поликлинике, консультирует больных по различным вопросам и направляет их на анализы и диагностику, также выписывает бесплатные рецепты на получение терапевтических лекарств льготным категориям граждан. Участковый психиатр оказывает медицинскую помощь на дому или в психоневрологическом диспансере, консультирует больных по различным вопросам, ведёт консультативный и диспансерный учёт больных, выписывает бесплатные рецепты на получение психотропных, неврологических и сосудистых лекарств льготным категориям граждан, строго следит за поведением, внешним видом и самообслуживанием больных, направляет их в психиатрическую больницу при резком обострении психических заболеваний, направляет дело в суды при утрате дееспособности больных, направляет в психоневрологические интернаты при отсутствия навыков самообслуживания больных.